# Dworzec autobusowy w Katowicach
Dworzec autobusowy w Katowicach – dworzec autobusowy w Katowicach, który znajdował się przy ulicy ks. P. Skargi. Obsługiwał głównie połączenia pozawojewódzkie i międzynarodowe; dla ruchu lokalnego wybudowano podziemny dworzec autobusowy pod placem W. Szewczyka. 

## Historia
Budynek dworca sprywatyzowano w 2012 roku; połowę udziałów przejęła firma GC Investment, zaplanowano również modernizację obiektu. W 2015 obsługę dworca przejęła spółka DAK. W 2016 roku rozpoczęto planowanie nowego węzła przesiadkowego na ulicy Sądowej, który miał odprawiać połączenia dalekobieżne i lokalne. Inwestycja została zakończona w styczniu 2020 roku. We wrześniu tego samego roku otwarto nowy dworzec. Wraz z końcem tego samego roku, w związku z wypowiedzeniem dzierżawcy umowy przez właściciela działki przy ul. ks. P. Skargi, zakończył on działalność. Większość ruchu autobusowego została przeniesiona wówczas na nowy dworzec.
W miejsce zlikwidowanego dworca autobusowego w listopadzie 2024 roku rozpoczęto budowę trójsegmentowego budynku mieszkalnego Mikato.